# Ceratites
Ceratites is een geslacht van uitgestorven cephalopode mollusken uit de onderklasse Ammonoidea, dat voorkwam in het Trias. Deze nektonische carnivoren leefden in mariene habitats in wat nu Europa is, tijdens het Trias, van het Laat-Anisien tot het Vroeg-Ladinien. Het geslacht behoort tot de familie der Ceratitidae.

## Beschrijving
Deze ammonietachtige had een los gespiraliseerde schelp met een platte buikzijde en een brede navel. De zijwanden bevatten degelijke, eenvoudige, ver uiteenstaande ribben, die knobbels vormden op de kiel. De dicht opeenstaande sutuurlijnen bevatten een karakteristiek golfpatroon, dat was samengesteld uit lage afgeronde, voorwaarts gerichte zadels en getande, achterwaarts gerichte lobben. De diameter van de schelp bedroeg ongeveer zes centimeter.

## Leefwijze
Dit mariene geslacht bewoonde ondiepe zeeën.

## Verspreiding
Fossielen van dit geslacht zijn alleen bekend uit het Germanic Basin, dat een gedeeltelijk geïsoleerde ondiepe zee vormde in een groot deel van Europa van Oost-Frankrijk ten noorden van de toekomstige Alpen tot in Polen, gescheiden van de Tethysoceaan door drie poorten die variabel opengingen. Het zoutgehalte van het water in dit gedeeltelijk geïsoleerde bassin kan een van de belangrijkste factoren zijn geweest die de diversiteit van ammonoïden en brachiopoden in dit bassin laag hielden, waarbij soorten van het geslacht Ceratites en twee soorten van de nautiloïde Germanonautilus de enige endemische koppotigen zijn die bekend zijn uit dit bassin, afgezien van incidentele individuen van ammonoïde soorten die in de Tethysoceaan zijn gevonden en die mogelijk per ongeluk zijn binnengekomen tijdens sterkere invallen van de zee in het bekken.
In navolging van de hyperzoute Mittlerer Muschelkalk-eenheid met zijn frequente verdampingsafzettingen, bracht een hernieuwde opening van enkele van de poorten naar de Tethysoceaan volledige invallen van de zee met zich mee, die aanvankelijk leidden tot massale verschijningen van de crinoïde Encrinus liliiformis, gevangen genomen door de vaak enorme Trochitenkalk-eenheden bij de basis van de Oberer Muschelkalk. Paraceratites (Pogonoceratites) atavus/flexuosus was (of waren afhankelijk van het feit of de twee vormen twee soorten of seksueel dimorfisme van een enkele soort vertegenwoordigen) de eerste kolonisator die uit de Tethysoceaan arriveerde. Deze vormen bleven plaatselijk bestaan en werden regionaal algemeen. Het geslacht Ceratites wordt momenteel het best begrepen als een endemische directe afstammeling van deze vormen die ter plaatse evolueren door een reeks chronosoorten die kunnen worden getraceerd gedurende het ~ 3,5 miljoen jaar durende bestaan van het Germanic Basin van de bovenste Muschelkalk-lagen tot het bekken ooit opnieuw volledig afgesneden van de Tethysoceaan en was onderhevig aan verdamping bij de overgang naar de Keuper-sedimentaire eenheden, op welk punt het geslacht Ceratites hoogstwaarschijnlijk uitstierf en geen nakomelingen achterliet.